# Distrito de Colcha
El Distrito peruano de Colcha es uno de los nueve distritos de la Provincia de Paruro, ubicada en el Departamento de Cusco,  bajo la administración el Gobierno regional del Cuzco.
La Provincia de Paruro desde el punto de vista de la jerarquía eclesiástica está comprendida en la Arquidiócesis del Cusco.

## Historia
Oficialmente, el distrito de Colcha fue creado el 2 de enero de 1857 mediante Ley dada en el gobierno del Presidente Ramón Castilla.

## Geografía
La capital es el poblado de Colcha, situado a 2 800 m s. n. m.
El poblado cuenta con un clima templado, donde se puede apreciar árboles frutales como naranja, toronja, pacay, lúcuma, aguaymanto y palta. también se dedican a la pesca artesanal y a la crianza de animales menores.

## Autoridades

### Municipales
.2019-20122
.Alcalde: Inocencio Acuña Grajeda, del Partido la Casita.
- 2011-2014[3]
  - Alcalde: Alcalde: Remigio La Torre Durán, del Partido Unión por el Perú (UPP).
  - Regidores: Carlota Ttupa Carrillo (UPP), Richard Quispe Oviedo (UPP), Félix Ccahuana Enríquez (UPP), Julián Acuña Santos (UPP), Arnaldo Carpio Flórez (Movimiento Regional Inka Pachakuteq).
- 2007-2010
  - Alcalde: Remigio La Torre Durán.

### Religiosas
- Párroco: Pbro. Guillermo Arqque Quispe (Parroquia San Juan Bautista).

### Policiales
- Comisario:

## Festividades
- San Isidro.
- Señor de Pampacucho.
- Santa Rosa de Lima.
- Virgen del Rosario.